# T-72Z Safir-74
T-72Z Safir-74 är en stridsvagn som utvecklats för den iranska armén. Safir-74 är en uppgradering av den kinesiska Type-59.